# نروژ گریز
نروژ گریز (به انگلیسی: Norwegian Getaway) یک کشتی است که طول آن ۳۲۴ متر (۱٬۰۶۳ فوت) می‌باشد.